# Mantilla

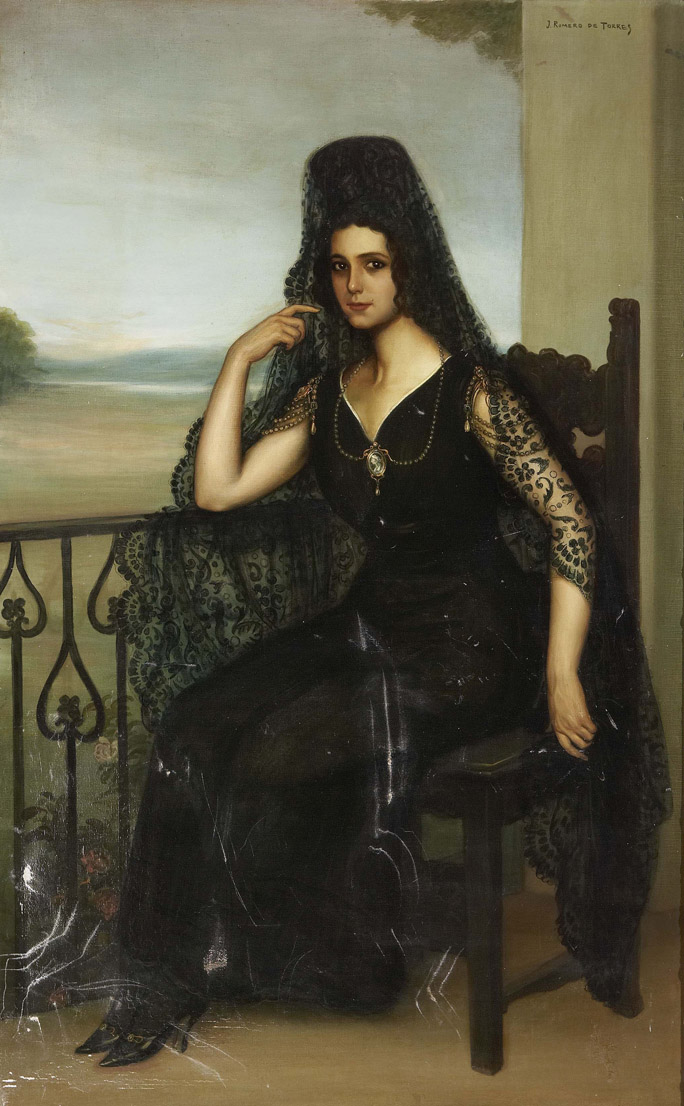
Retrato de Raquel Meller con mantilla y peineta (1910), por Julio Romero de Torres.

La mantilla es una prenda femenina popular en España. A partir del antiguo manto, con el que tradicionalmente se cubría la mujer, evolucionó hasta convertirse en un elegante tocado de blonda (encaje realizado con hilo de seda), chantilly o tul. Es habitual en procesiones de Semana Santa, en las corridas de toros y otros eventos castizos, además de ser prenda ceremonial de las "madrinas" en bautizos y bodas. A menudo se complementa con una peineta.

## Historia

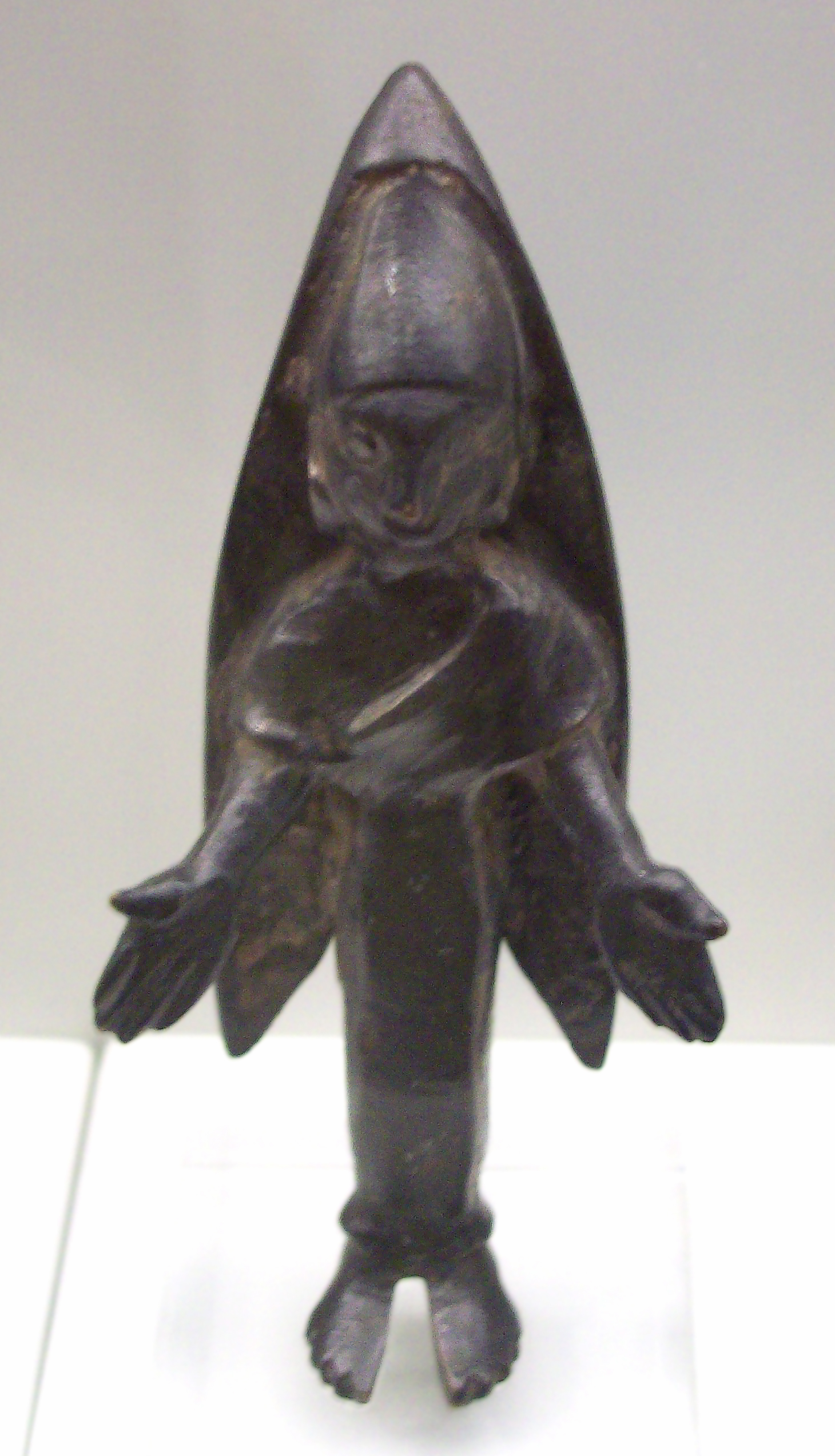
Exvoto ibero de bronce con imagen femenina cubierta por un tocado.

Algunos estudios arqueológicos fijan el origen de la mantilla en la península ibérica en la civilización ibérica, a partir del descubrimiento de figurillas prerromanas de mujeres con tocados muy similares.
En el siglo xvii ya era habitual utilizar la mantilla de encaje como prenda distinguida además de las de paño y mantones de seda. Sin embargo, su uso no se generalizó entre las mujeres de la nobleza y alta burguesía hasta finales del siglo xviii (como se aprecia en varios retratos pintados por Francisco de Goya), costumbre que continuó Isabel II de España, y que ya en el siglo veinte repitió la Reina Sofía.

## Tipos

### Por el tejido
- Mantilla de blonda o encaje de seda, con grandes motivos florales realizados en seda más brillante, con ondulaciones en los bordes o "puntas de castañuelas".
- Mantilla de Chantilly, hecha con un ligero tejido originario de esta ciudad francesa y bordado con distintos motivos.
- Mantilla de tul, tejido delgado y transparente (confeccionado con seda, hilo o algodón). Usado a modo de imitación de las mantillas de blonda y chantilly.

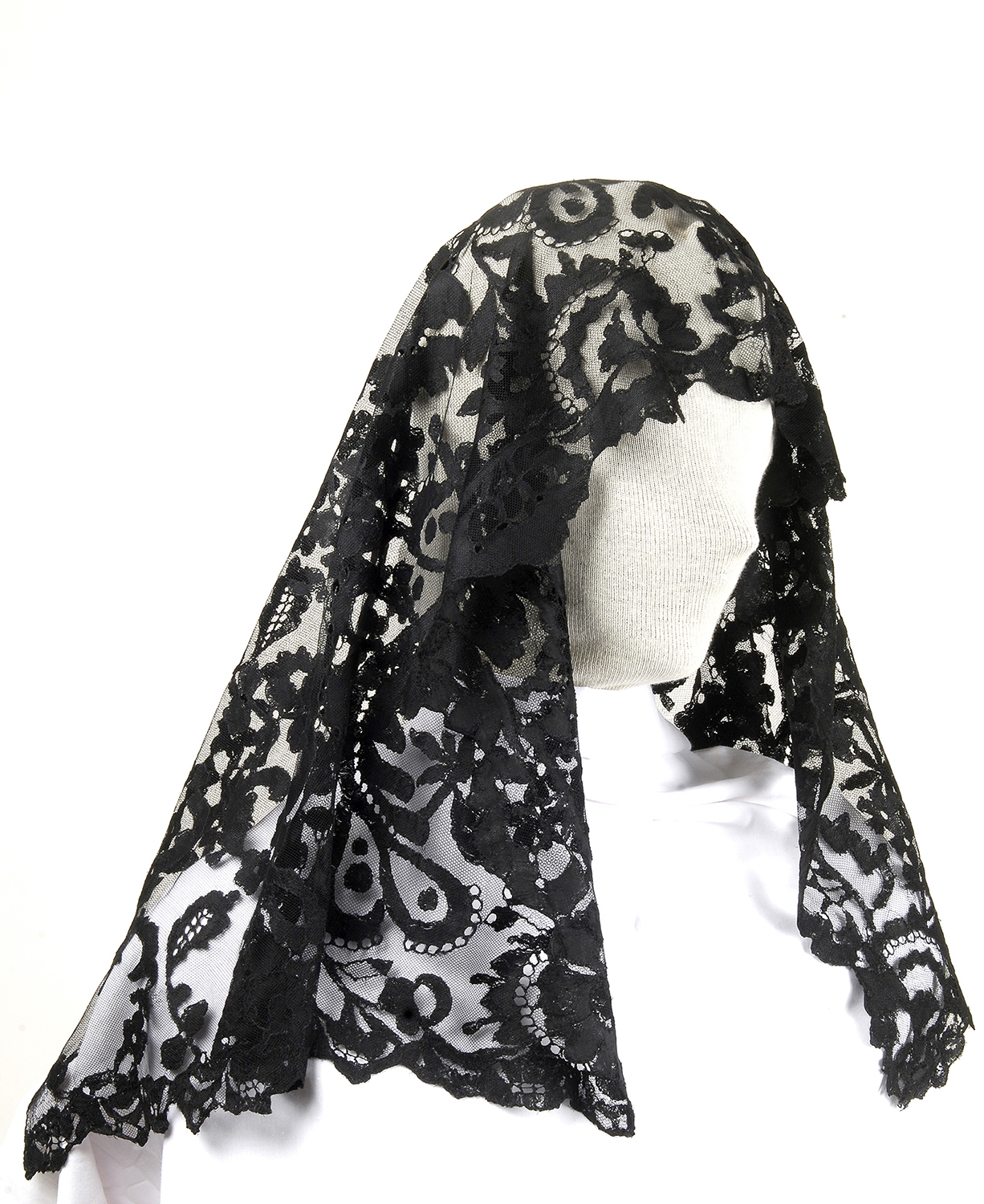
Mantilla de encaje del, objeto de la exposición permanente de la sala "Secano y Montaña" del Museo Valenciano de Etnología

### Por la geografía
- Mantilla castellana
- Mantilla leonesa
- Mantilla aragonesa
- Mantilla andaluza

### Por evento
- De luto
- De boda
- Taurina
- Blanca de Resurrección